# Catedral de la Inmaculada Concepción (Georgetown)
La Catedral de la Inmaculada Concepción o la Catedral de Brickdam (en inglés: Brickdam Cathedral; más formalmente: Cathedral of Immaculate Conception) es la catedral católica en Georgetown, Guyana, y es la iglesia católica líder del país. Construida en la década de 1920, se construyó en un estilo arquitectónico románico diseñado por Leonard Stokes. Es la catedral de la diócesis de Georgetown.

## Historia
En 1819 el Comité Católico (Sres. Fitzgerald, De Ridder, Mibre Manget y Franchland) presentaron una solicitud para la construcción de una iglesia en Brickdam en una parte del antiguo patio de armas. El gobernador sir Benjamin D'Urban puso la primera piedra de la iglesia el 12 de diciembre de 1825. Inicialmente llamada "Iglesia de Cristo", pasó a llamarse más tarde alrededor del año 1847 la "Iglesia de la Resurrección". Esta iglesia fue reemplazada por la "capilla de la Virgen", construida en el lado sur de las calles del campamento y Hadfield. Esta capilla fue desmantelada pronto y redirigida a Victoria, donde se mantuvo hasta 1921.
La primera piedra para la capilla de Santa María fue colocada en la presencia del gobernador Sir Francis Hincks el 21 de abril de 1868. El edificio principal fue diseñado por Cesar Castellani y la torre fue diseñada por el padre. Ignacio Scoles. Esta catedral (incluyendo el santuario) tenía 120 pies de largo y 75 pies de ancho. La catedral fue descrita por el padre. Scoles "como una fina pieza de diseño gótico como uno podría esperar encontrar en zonas tropicales occidentales".

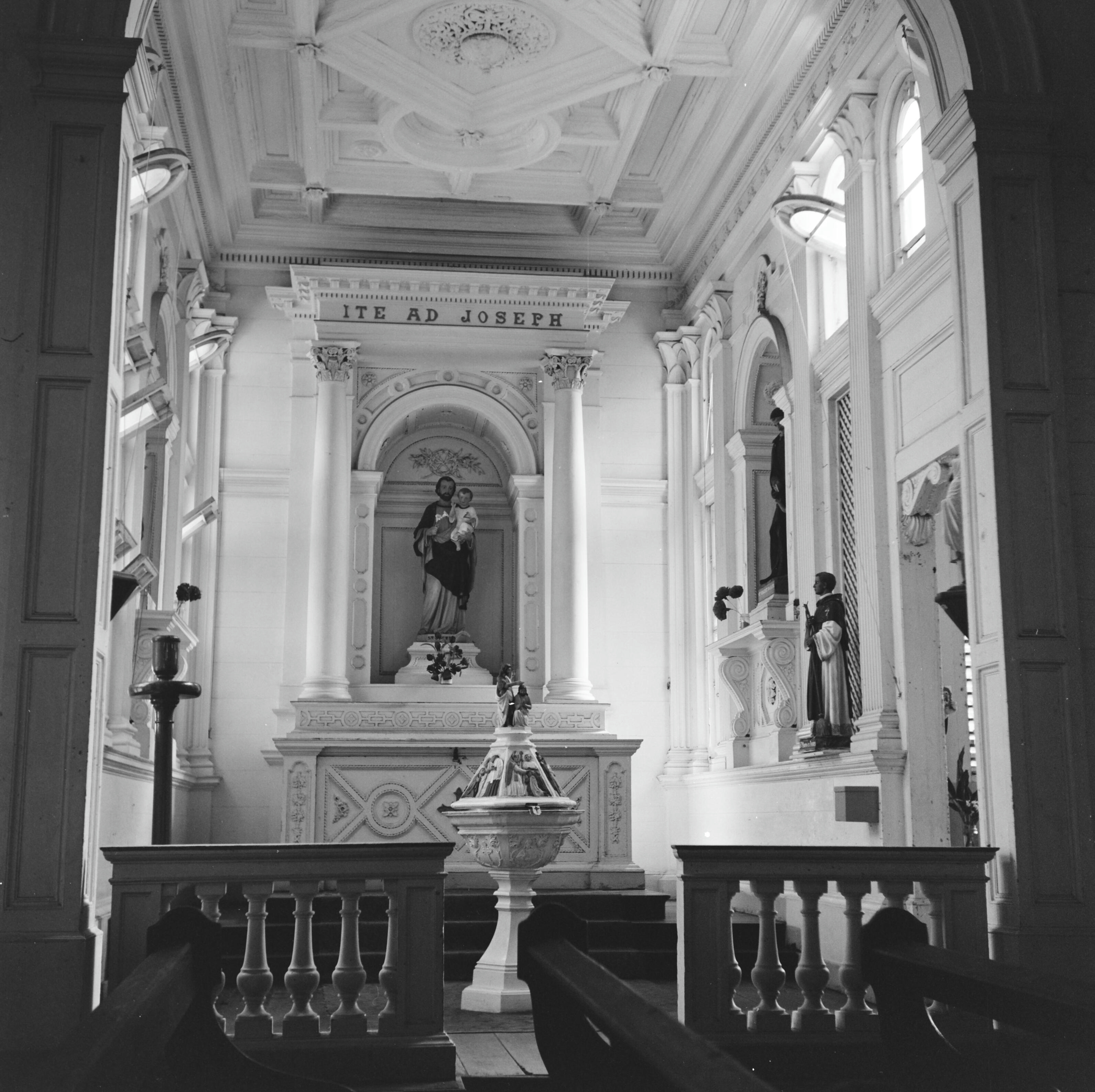
Vista interna en 1976

El 7 de marzo de 1913, la catedral fue destruida por el fuego. En el siguiente domingo (9 de marzo) el alcalde católico de Georgetown, Francis Dias, convocó a una reunión donde se decidió recaudar fondos para una nueva catedral. El 15 de agosto de 1915 el obispo CT Galton puso la primera piedra de la actual catedral. El altar de mármol fue erigido en 1930, y es un regalo del papa Pío XI al obispo Galton.